# تل دوثان

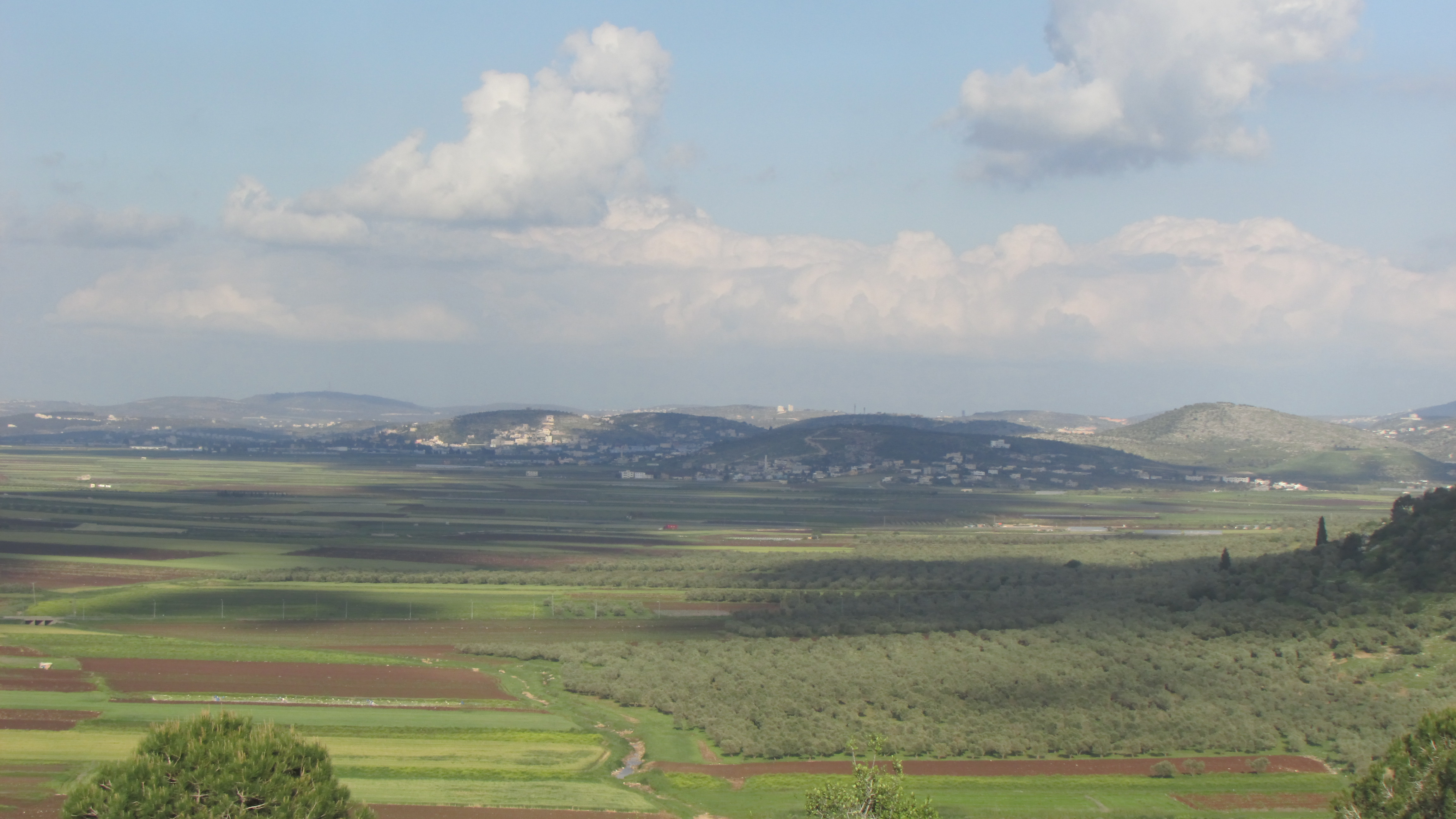
تل دوثان في فلسطين

تل دوثان هو موقع أثري يقع في فلسطين على بعد حوالي 22 كيلومتر إلى الشمال من بلاطه، تبلغ مساحته حوالي 12 هكتار، وقد كان مأهولاً بالسكان خلال المراحل الثلاث الأولى من العصر البرونزي القديم ومحصناً خلال المراحل الثلاث الأولى.

## الموقع
تقع منطقة تل دوثان، والمعروفة أيضًا باسم تل الحفيرة، بالقرب من بلدة بير الباشا الفلسطينية، وعلى بعد عشرة كيلومترات جنوب غرب مدينة جنين. وتُشير جميع الدراسات الأثرية الحديثة إلى أن موقع تل دوثان الأثري الحاليّ يتوافق مع موقع دوثان القديم، والذي حدّده المؤرخ ورجل الدين المسيحي يوسابيوس على بعد 12 ميلًا شمال بلدة سبسطية. على الرغم من أنّ الصليبيين والرحالة اللاحقين في العصور الوسطى قد حددوا موقع آخر لدوثان في قرية حطين وفقًا لما ذكره الرحالة فان دي فيلدي.

## التاريخ

### في الكتاب المقدس العبري
ورد ذكر موقع تل دوثان مرتين في الكتاب المقدس العبري، حيث ذُكرت للمرة الأولى في سفر التكوين في الجزء الذي يتعلق بتاريخ يوسف، باعتباره المكان الذي نقل فيه أبناء يعقوب (إسرائيل) أغنامهم، وبناءًا على اقتراح يهوذا، باع الإخوة يوسف إلى التجار الإسماعيليين (تك 37: 17). أما في المرّة الثانية ذُكر تل دوثان في سفر الملوك الثاني باعتباره مقر إقامة إليشع حيث شهد رؤيا مركبات وخيول من نار تحيط بالجبل الذي كانت المدينة قائمة عليه (2 ملوك 6: 13). كما ذُكر السهل القريب من دوثان أيضًا في سفر يهوديت الملفق.

### في عهد مملكة إسرائيل الشمالية

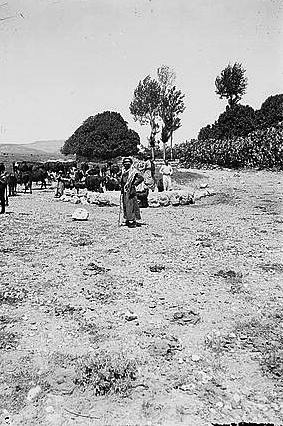
بئر يوسف في دوثان

كانت مدينة دوثان بمثابة مركز إداري بمملكة إسرائيل الشمالية، وقد اكتشف علماء الآثار في منطقة تل دوثان مجمعًا كبيرًا ونقوشًا عبرية، كما عُثر على تمثال لثور من البرونز في مزار إسرائيلي يقع شرق تل دوثان، في جبال السامرة، ويعود تاريخه إلى حوالي القرن الحادي عشر الميلادي، ومن المُحتمل أن يكون مرتبطًا بحادثة عجل بني إسرائيل الذهبي.

### في فترة الحملات الصليبية
أثناء حقبة الحملات الصليبية قام الصليبيون ببناء برج على التل القديم في دوثان قرابة عام 1156. عُرف هذا البرج باسم كاستيلوم بيليسموم (باللاتينية) أو تشاستياو سانت جوب (بفرنسية في العصور الوسطى)، وقد سُلّم البرج بعد ذلك لفرسان الإسبتارية في عام 1187.

### في العصر الحديث
زار الرحالة تشارلز ويليام ميريديث فان دي فيلدي موقع تل دوثان في عام 1851، واعتُبر أول رحالة يزور ذلك الموقع في العصر الحديث. وقد وصف دي فيلدي رحلة اكتشافه للموقع في كتابه الذي صدر عام 1854 قائلًا:
...رأيت تلًا ضخمًا يقع على مسافة بضع مئات من الياردات فقط من طريقنا، مغطى بالآثار، وجزء من قناة مياه قديمة، كانت مدعومة بأقواس. سألت أبا منصور عن اسم التل، فكان الجواب "هايدا دوثان" (أي دوثان). "دوثان،" سألت، "دوثان؟" "نعم؛ دوثان، دوثان، دوثان!" صاح العجوز الغاضب، كما لو كان يتألم من عدم تصديقه في هذه اللحظة. كان هدفي من تكرار السؤال هو جعله يكرر الاسم؛ لأن اكتشاف دوثان كان ظرفًا خاصًا للغاية، وكنت حريصًا على التأكد من ذلك من خلال نطق الاسم بشكل صحيح.
كانت زيارة فان دي فيلدي لموقع تل دوثان قد حدثت قبل أيام قليلة من زيارة الرحالة إدوارد روبنسون له.وقد نسب روبنسون الفضل في اكتشاف الموقع إلى فان في فيلدي.